# Profibus

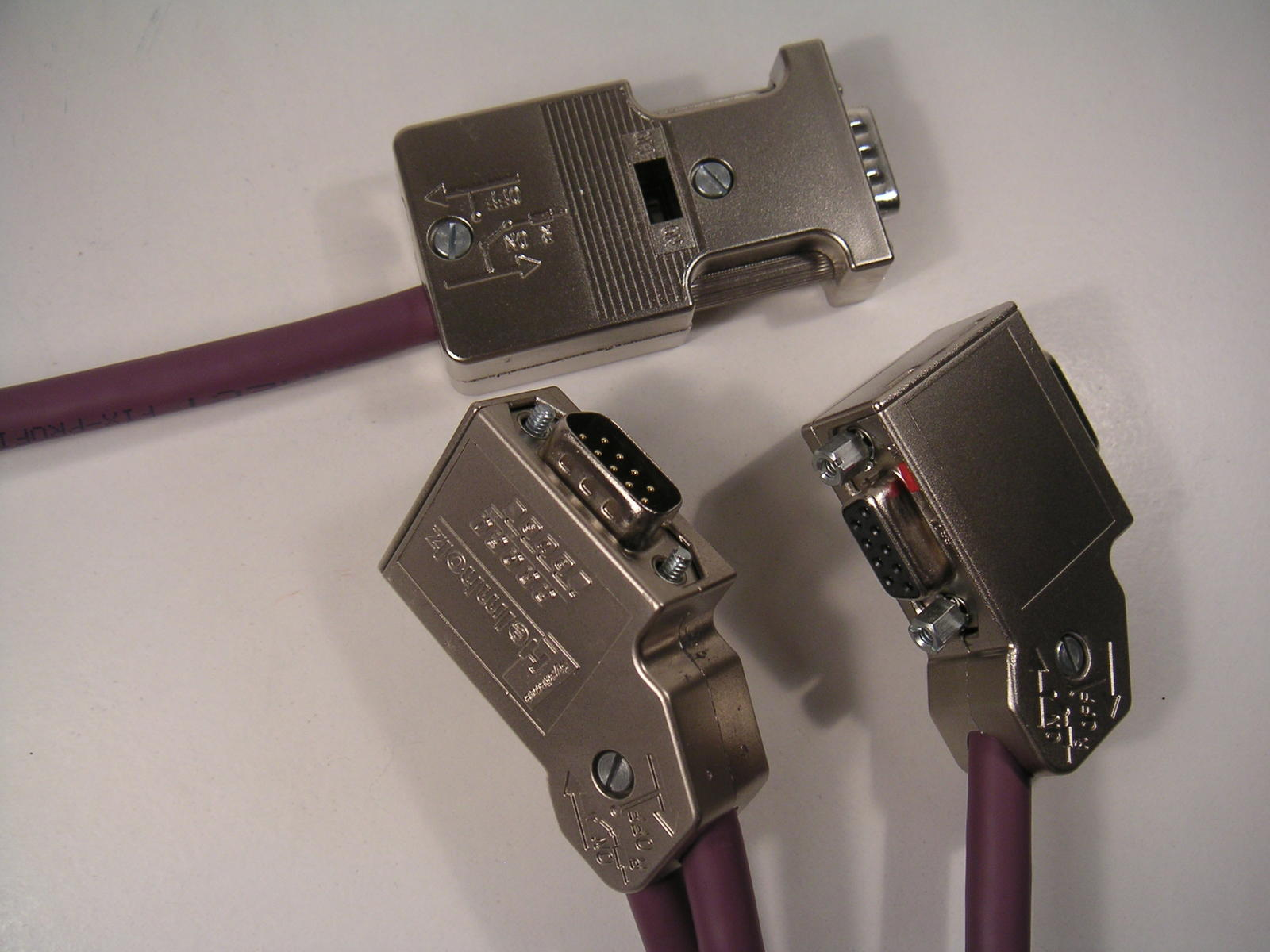
Profibuskontakter

Profibus är en kommunikationsstandard för fältbussar inom industriell automation, och ska inte förväxlas med 
Profinet, som är en standard för industriellt ethernet. Profibus är tillverkaroberoende och kommunikationen mellan olika tillverkares produkter ska kunna ske utan anpassning eller speciella program.

## Varianter
I dag används två varianter av Profibus:
PROFIBUS DP (Decentralized Peripherals)
Den vanligaste med en överföringshastighet på upp till 12 000 kbit/s. Varianten bygger på kommunikation mellan en master, ofta en PLC, och flera tilldelade slavar. Som slavar kan man till exempel ha operatörspaneler, motorer eller decentraliserade I/O.
PROFIBUS PA (Process Automation)
Används till att övervaka mätutrustning inom processautomation och har en överföringshastighet på upptill 31,25 kbit/s. Varianten är anpassad för att användas i EX-klassade utrymmen. Kabeln är klassad enligt IEC 61158-2, vilket tillåter att man även har spänningsmatningen till mätinstrumentet över bussen. Strömmarna begränsas så att EX-klassningen upprätthålls, även vid kortslutning. På grund av detta så är antalet objekt som kan anslutas till bussen begränsat.
Eftersom både DP och PA använder samma protokoll så kan de båda kopplas samman.